# Diarmait mac Cormaic
Diarmait mac Cormaic   (mort le 25 avril 1185) membre de la dynastie  Mac Carthaigh Mór roi de Desmond de 1143 à 1175 puis de 1176 à sa mort.

## Règne
Diarmait mac Cormaic est le 2e fils de Cormac Mac Cárthaigh et le successeur de son oncle Donnchad mac Cárthaigh,. Comme son père il prétend au titre de « Roi de Munster » et s'oppose à  Domnall Mor O'Brien. Toutefois en 1151 le combat décisif de Moinmór scelle le sort du royaume de Munster Les O' Brien conservent le nord et les Mac Cathaigh règnent sur le sud. En 1168 les Annales d'Ulster confirment cette partition entre Domnall O'Brien et les fils de Cormac Mac Cathaigh. Dairmait règne sur le « royaume de Cork » et Domnal O'Brien sur le « royaume de Limerick » Cashel et sa région sont contrôlés par le dernier avant d'être cédé ultérieurement à l'église. Contrairement à son rival il ne fait pas sa soumission en 1171 à Cashel au roi Henri II d'Angleterre. En 1173 le Desmond est attaqué sans justification par Raymond le Gros. 
Diarmait Mac Carthaigh et Mael Sechlainn Uí Fáeláin roi du Déise s'étant désormais eux aussi soumis à Henri II, leurs territoires ne devaient plus subir d'attaques des barons anglo-normands. Toutefois Raymond le Gros mène une expédition dans le Munster sans épargner ses domaines . En 1175 Diarmait est déposé et emprisonné par son fis aîné Cormac Liathánach  il fait alors appel à ce même Raymond le Gros, fidèle sujet d'Henri II qui vient de conclure le traité de Windsor avec l'Ard ri Erenn Ruaidri Ua Conchobair.  Raymond  saisit avec empressement cette occasion de s'affirmer dans le Munster. Il bat et fait prisonnier Cormac qui sera exécuter par des nobles et restaure Diarmait sur son trône dès  1176 mais s'empare de bétail et de provisions qui sont envoyés à Limerick. En mai 1177, Milo de Cogan et Robert fitz Stephen reçoivent leurs premières terres en Irlande. Henri II leur donne chacun une moitié de l'ancien Royaume de Desmond et Cork, pour un service de 60 chevaliers, à tenir ensemble.
Diarmait Mac Carthaigh, Domnall Mor O'Brien, Domnall Mac Giolla Phádraig roi d'Osraige;  Mael Sechlainn Uí Fáeláin, roi de Desies et Ruaidri Ua Conchobair, roi de Connacht, avaient eux aussi soumis, leurs personnes et leurs territoires à  Henri II. Tous ces princes unis par un même ressentiment, et dans l'espoir de s'affranchir du joug anglo-normand, forment une coalition, à laquelle prend part nombre d'autres chefs du pays. Dès l'année 1182, Diarmait tente de surprendre Robert fitz Stephen dans Cork. Repoussé par Raymond le Gros,il reparaît devant cette place; en 1185; mais il périt de la main de Théobald Fitz-Walter, ancêtre des comtes d'Ormond et d'autres conjurés, lors d'une entrevue tenue non loin de cette ville Diarmait avait fondé, en 1172, l'abbaye de Saint-Maur (appelée aussi Carrigiliky), située sur le bord de la mer, dans la baronnie de Carbery et dédiée à la Vierge.

## Postérité
Diarmait mac Cormaic qui avait épousé  Pétronille de Bleete, issue d'une noble famille anglo-normande laisse plusieurs fils:
- Cormac Liathánach mac Diarmata (le Pâle) usurpateur du royaume de Desmond en 1175-1176
- Murchiertach Mac Carthaigh, tué en trahison en 1179 à Ross Oilithre par Ó Driscoll.
- Domnall na Corra  roi de Desmond
- Fíngen mac Diarmata  roi de Desmond 1206-1207 (1209)

## Sources
- (en) Art Cosgrove, New History of Irland,Volume II ‘’Medieval Ireland 1169-1534’’, Oxford, Oxford University Press, 2008 (ISBN 978019 9539703), p. 12,72,89,109,88,90,91,113,102,103,105,159,160
- Anthony Stokvis, préf. H. F. Wijnman, Manuel d'histoire, de généalogie et de chronologie de tous les états du globe, depuis les temps les plus reculés jusqu'à nos jours, Leyde, éditions Brill, 1889 réédition 1966, Volume II  Chapitre  II.Monomie [Munha, Munster], § 3 Des-Munha [Desmond] p. 259 :  Généalogie des rois de Desmond . Tableau généalogique Tableau n° 24 p. 263.
- (en) T.W Moody, F.X. Martin et F.J. Byrne, A New History of Ireland IX Maps, Genealogies, Lists. A companion to Irish History part II, Oxford, Oxford University Press, 2011, 690 p. (ISBN 978-0-19-959306-4).